# عقد 350 هـ
عقد 350 هـ هو الفترة بين عام 350 إلى 359 في التقويم الهجري، أي العشر سنوات السادسة من القرن الرابع الهجري.